# Handbook of the New Zealand Flora
Handbook of the New Zealand Flora (abreviado Handb. N. Zeal. Fl.) es un libro con descripciones botánicas que fue editado por el botánico y explorador inglés Joseph Dalton Hooker. Fue publicada en dos partes en los años 1864-1867.